# Grenouille rieuse
Pelophylax ridibundus
Espèce
Synonymes
- Rana ridibunda Pallas, 1771

Statut de conservation UICN

 LC  : Préoccupation mineure
La Grenouille rieuse, Pelophylax ridibundus, est une espèce d'amphibiens de la famille des Ranidae.
Proche des autres grenouilles vertes d'Europe comme la Grenouille de Lessona ou la Grenouille verte, elle se caractérise par sa grande taille : c'est la plus grosse grenouille indigène d'Europe. Elle a longtemps été classée avec les grenouilles brunes dans le genre Rana (sous le nom de Rana ridibunda) et n'a reçu son affiliation au genre Pelophylax, regroupant les grenouilles vertes d'Europe, qu'en 2006 lors de la révision phylogénétique des Amphibiens du monde (Frost et al., 2006).

## Description
La Grenouille rieuse est souvent confondue avec la Grenouille verte (Pelophylax kl. esculentus) dont elle se différencie par des sacs vocaux plus foncés, ou avec la Grenouille de Lessona (plus petite et au chant différent).

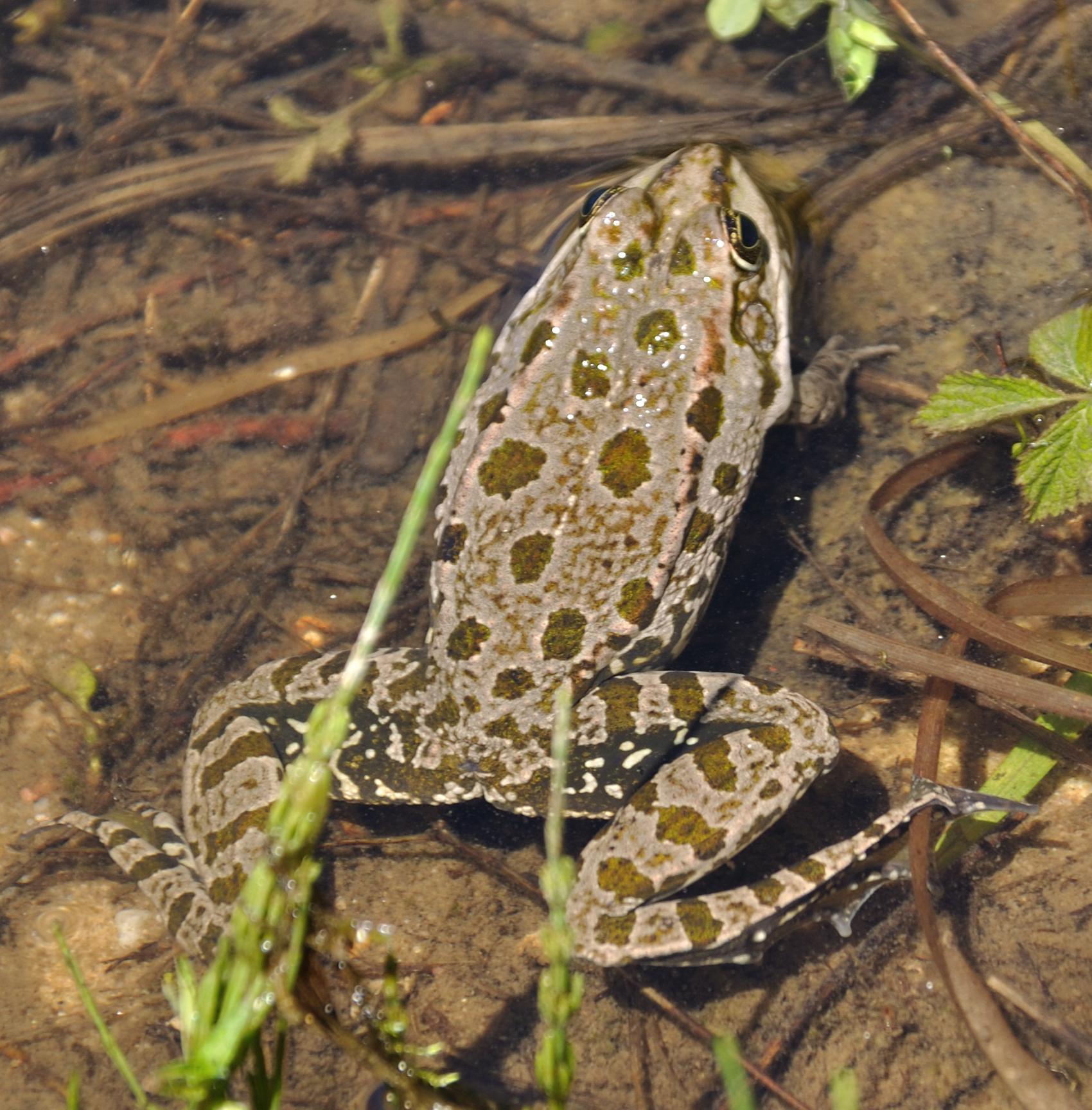
Spécimen à taches régulières, brun jaunâtre, sur le dos, près de Francfort-sur-le-Main (Allemagne).
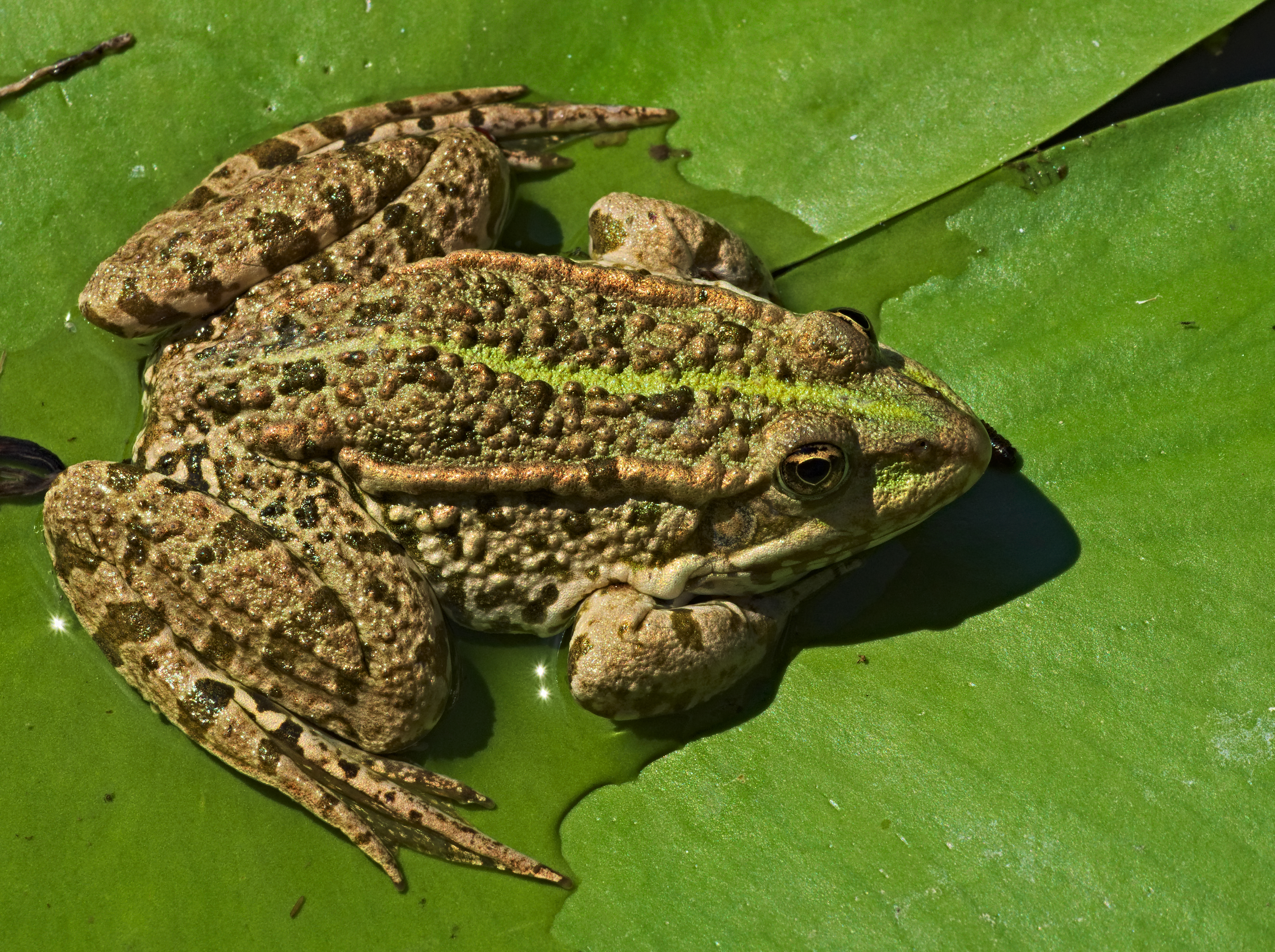
Une grenouille rieuse.
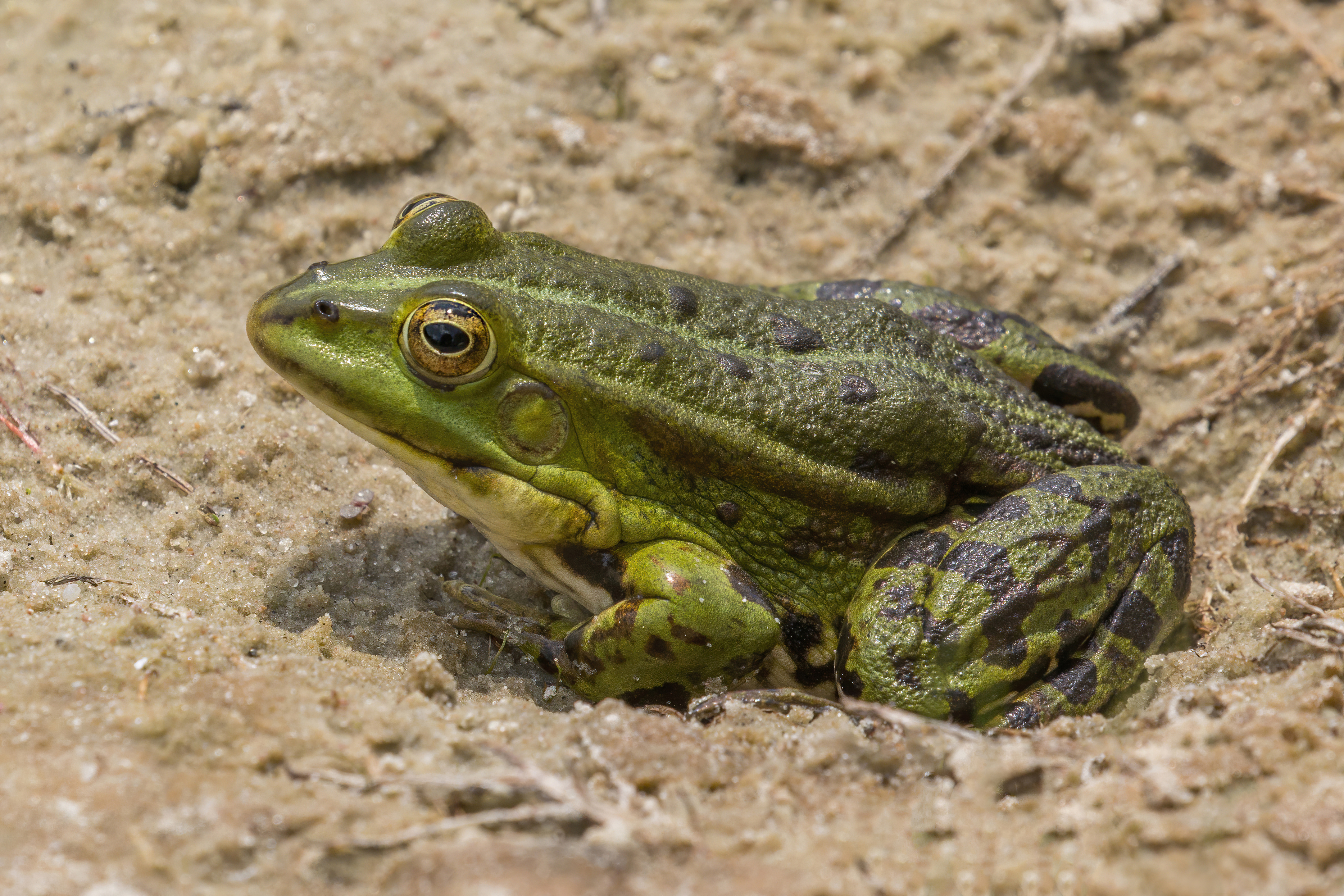
Une grenouille rieuse jeune adulte de profil dans la forêt de Kampinos en Pologne.

La Grenouille rieuse est une espèce de grande taille, certains individus dépassant les 130 mm. Les individus de taille supérieure à 100 mm sont presque toujours des femelles.
Elle possède un museau qui, vu de profil, est assez pointu chez le jeune puis arrondi chez les individus plus âgés. Les deux dents vomériennes, dents enchâssées dans le vomer (os impair) en avant du palais, sont ovales, assez espacées l'une de l'autre. Ses yeux, placés sur le dessus de la tête, sont assez rapprochés. Le tympan est bien distinct et il n'existe pas de tache temporale sombre à l'arrière de l’œil (à la différence des grenouilles brunes).
Le membre postérieur est long : la jambe repliée, le talon dépasse largement l’œil. La palmure est importante.
Le dos est lisse ou assez pustuleux, avec deux replis latéro-dorsaux distincts. Une ligne médio-dorsale claire peut être présente. La face supérieure est en général de couleur brun olive, parfois brunâtre ou jaunâtre, très rarement vert d'herbe comme la Grenouille de Lessona. Des taches brunes ou vertes, aux formes régulières, parsèment souvent le dos.
La face inférieure est souvent marbrée ou tachée de gris ou noir.
Les mâles sont en général plus petits que les femelles. Le mâle reproducteur présente souvent des callosités nuptiales gris clair à noirâtres. Il possède deux sacs vocaux qui lorsqu'ils sont gonflés apparaissent gris foncé à noirâtres.

## Répartition et habitat

### Répartition

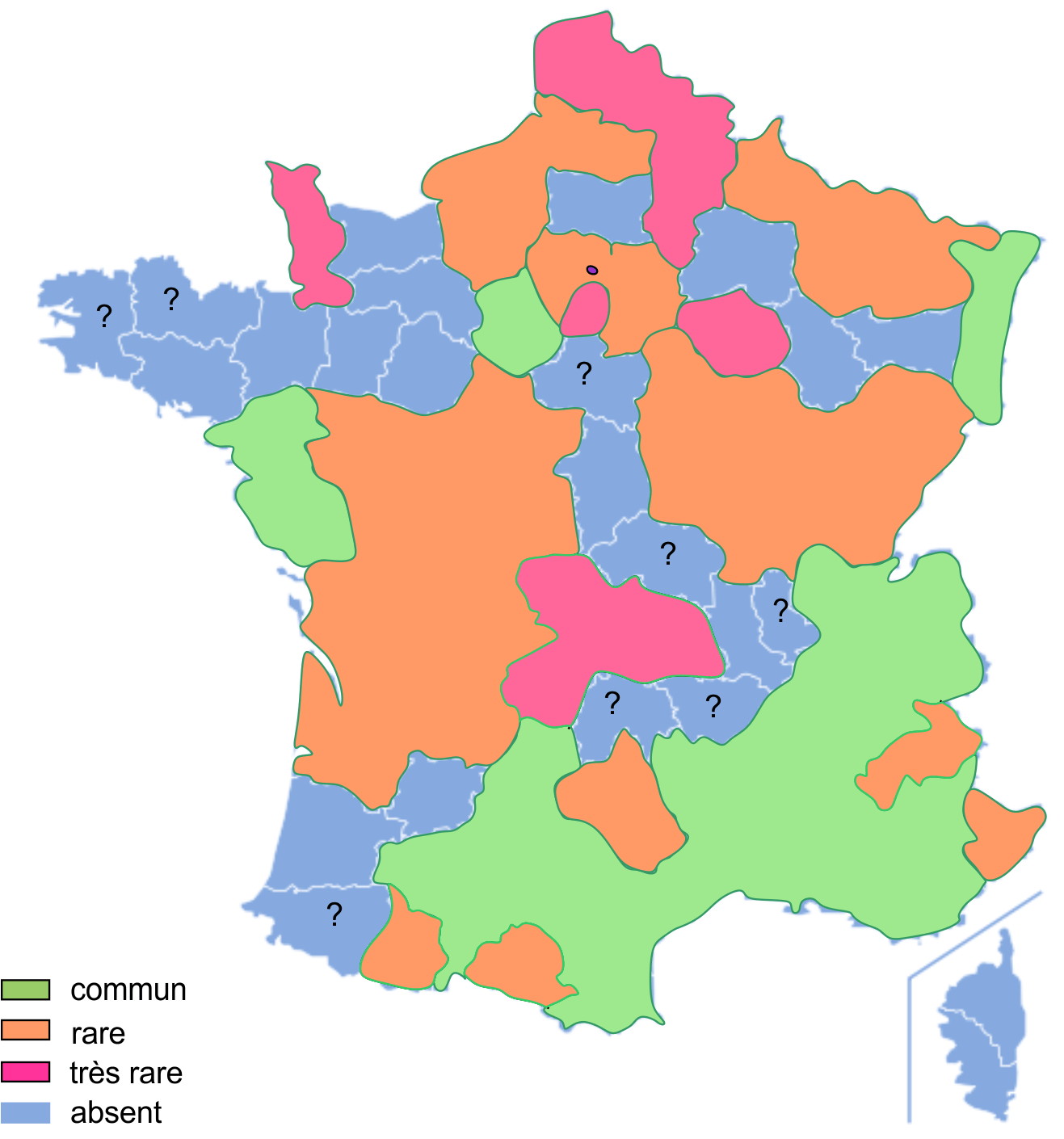
Carte de répartition et d'abondance de la Grenouille rieuse en 2003, d'après Duguet et Melki

La Grenouille rieuse est largement répandue de l'Europe, au Moyen-Orient jusqu'en Chine. En Europe, sa répartition s'est longtemps limitée à l'est et au nord du Rhin. À partir de 1970, elle fut d'abord signalée dans des poches isolées d'Europe de l'Ouest et en 1992 elle était dispersée en France, Belgique et Suisse.
En France, la présence de la grenouille rieuse dans l'est est probablement naturelle. Les premières mentions de grenouilles rieuses, en dehors des régions de l'est, remontent aux années 1970 au moins. Elles correspondent probablement à des introductions de plusieurs souches différentes, ce qui explique leur grande diversité génétique. Depuis cette époque, la répartition de cette espèce s'est considérablement accrue, au point de toucher la plupart des régions.
Présente dans le Calvados (14) en 2020.
De nombreuses introductions volontaires ou par négligence ont eu lieu soit de la part de pêcheurs de grenouilles vertes, soit à la suite d'évasions d'établissements d'enseignement ou d'expérimentation et enfin à partir de grossistes stockant les animaux avant de vendre les cuisses dans le circuit commercial.
L'aire de répartition est en évolution constante du fait de nombreuses importations de grenouilles rieuses en provenance d'Égypte, d'Anatolie, et des Balkans. Une carte actualisée est disponible sur le site de l'INPN - Inventaire National du Patrimoine Naturel.
Elle a été introduite en Grande-Bretagne, en Espagne et au nord de l'Italie.

### Habitat
Cette espèce se rencontre principalement en plaine et en moyenne montagne jusqu'à 800 m d'altitude. C'est une espèce invasive qui tend à coloniser de nouveaux territoires.
Elle apprécie les grandes rivières aux rives bien ensoleillées ainsi que les plans d'eau de superficie importante et d'au moins 50 cm de profondeur, comme les étangs et tourbières, dans leurs parties très ensoleillées. C'est souvent le seul amphibien présent dans les plans d'eau riches en poissons.
Cet animal a un mode de vie très aquatique et, contrairement à la Grenouille rousse, ne s'éloigne que peu de l'eau.

## Mode de vie

### Activité

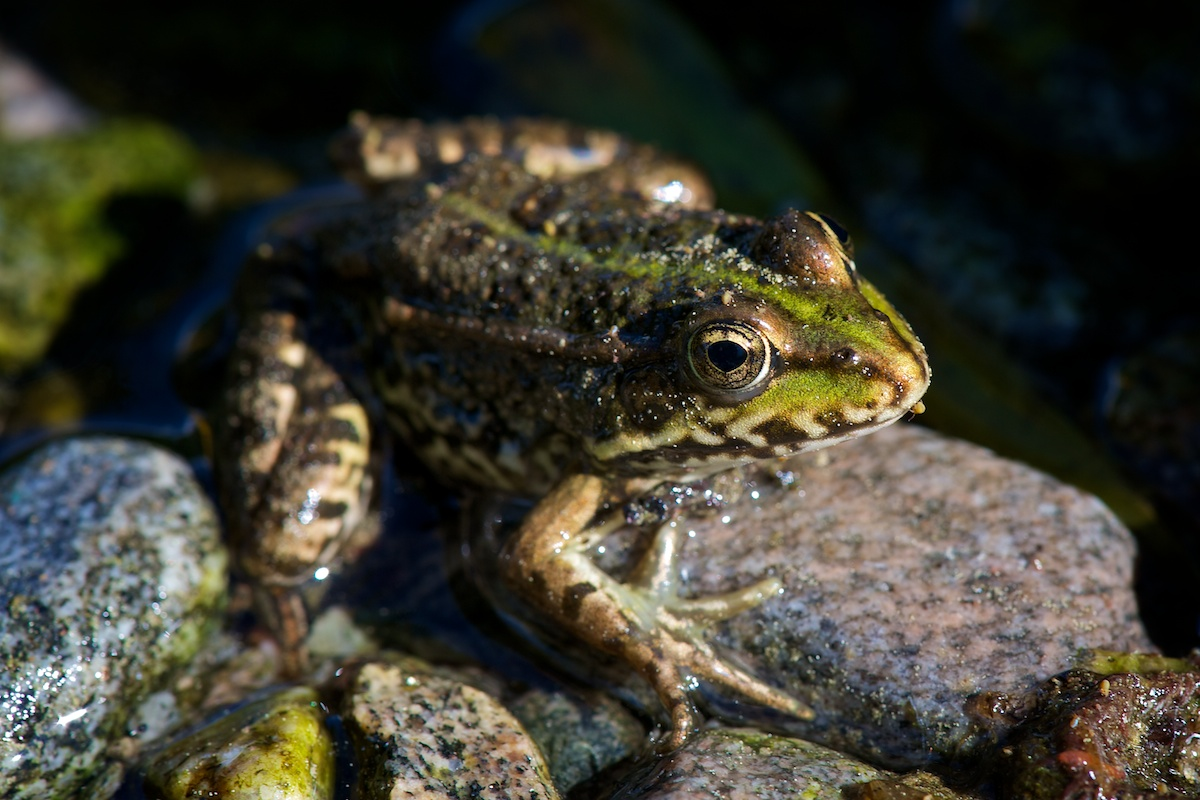
Grenouille rieuse, museau arrondi vu de profil.

La grenouille rieuse hiberne durant la saison froide. L'hivernage se fait en général dans l'eau, dans des sections calmes de rivières, des bras morts, lacs et étangs. Les grenouilles s'enfouissent dans le substrat du fond ou dans les berges. 
Elle est active de mars à septembre-octobre ou novembre. 
Active de jour comme de nuit, son activité est cependant principalement centrée sur les heures les plus ensoleillées. 
Elle chante bruyamment du printemps à l'automne, avec parfois une pause en août.

### Alimentation
Le têtard est principalement herbivore ou consomme des bactéries et débris de matière organique.
L'adulte est surtout insectivore, mais peut consommer d'autres types de nourriture mouvante, de petite taille et passant à sa portée. Elle absorbe parfois des nourriture de grande taille, telles que poissons, tritons et autres grenouilles, y compris ses congénères plus petits, lézards, musaraignes, et petits oiseaux.

## Reproduction
L'accouplement et la ponte ont lieu en mai-juin. Les mâles chantent bruyamment en chœur. Les dominants établissent des territoires couvrant plusieurs mètres carrés qu'ils défendent en chantant tout en flottant les jambes étendues à la surface de l'eau.
Le chant est très varié. Le mâle produit une grande variété de coassements et ricanements nasillards, quelque chose comme un "bre-ke-ke-ke-ke-ke-kek" vigoureux et répété, mais aussi un "pink-pink" métallique ou un "croax-croax".
Lorsqu'un mâle arrive à s'approprier une femelle, il lui monte sur le dos et l'enserre très fermement sous les aisselles (position d'amplexus axillaire). La femelle éjectera ensuite ses ovocytes que le mâle fertilisera au fur et à mesure.
Une femelle adulte pond de 5 000 à 10 000 œufs par an. Les œufs sont déposés en amas flottant à la surface de l'eau.
Le développement embryonnaire dure de 5 à 10 jours à une température située entre 15 et 25 °C. Le développement des têtards dure 4 à 5 mois ; une partie de la population de têtards peut hiverner pour une métamorphose en mai-juin l'année suivante. Le taux de métamorphose atteint un pic en août-septembre.
La maturité sexuelle se situe à deux ans pour les mâles et trois ans chez les femelles.
La longévité de cette grenouille est au maximum dans la nature, de 11 ans.
Des phénomènes d'hybridation non mendélienne entre Pelophylax ridibundus et d'autres taxons autochtones (Pelophylax lessonae, Pelophylax perezi) donnent des descendances viables et fertiles. À la différence des hybrides classiques, l'hybride ne peut se maintenir qu'en présence d’une des espèces parentes, par rétrocroisement avec celle-ci. Cette hybridogénèse entraîne la pollution génétique.
Le système P. ridibundus - P. kl. esculentus (R-E) est un complexe d'hybridation répandu. Il se forme par croisement avec la grenouille de Lessona pour donner la Grenouille comestible (P. kl. esculentus) :
| P. ridibundus x P. lessonae → P. kl. esculentus |

et se perpétue par rétrocroisement avec cette grenouille de Lessona
| P. kl. esculentus x R. lessonae → P. kl. esculentus |

.
Pour des informations complémentaires sur cette forme d'hybridation (qualifiée aussi d'hybridogénétique) voir Pelophylax.

## Conservation et protection

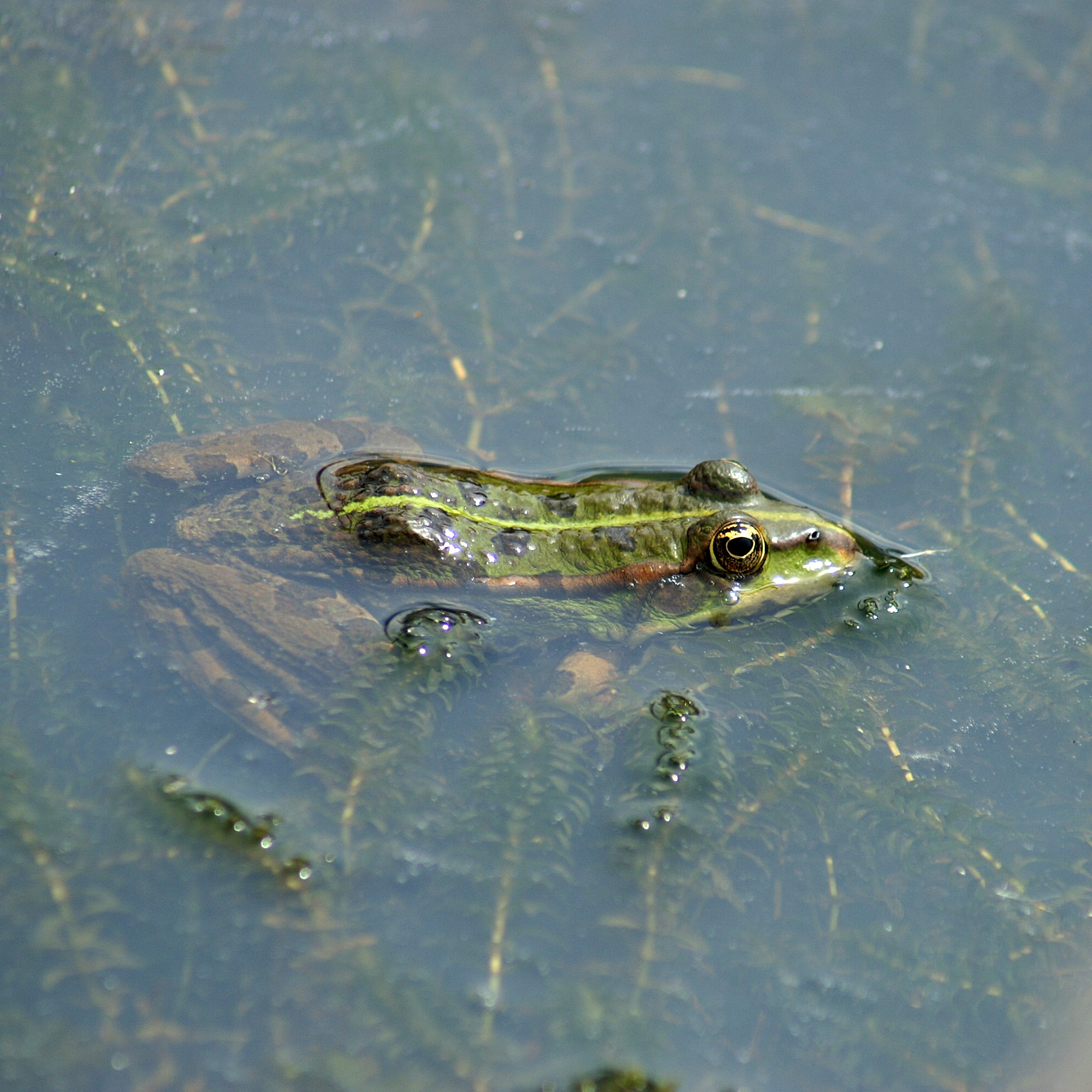
Pelophylax ridibundus.

La Grenouille rieuse a longtemps été considérée comme parmi les plus résistantes et moins menacées. La destruction ou pollution de ses zones de reproduction a cependant conduit à de nombreux déclins ou extinctions locales. Elle est inscrite à l'annexe V de la Directive Habitats de l'Union européenne, à l’appendice III de la Convention de Berne. Elle a été classée "A Surveiller" dans le Livre Rouge des vertébrés de France.
En Belgique, diverses dispositions légales de protection des batraciens ont été prises dans les trois régions du pays. En Région Wallonne, par exemple, il est interdit de « chasser, tuer , capturer, détenir en captivité ou perturber intentionnellement » les batraciens et reptiles à tous les stades de leur développement. 

En outre, il est interdit de les «transporter, céder à titre gratuit ou onéreux » et « d'endommager ou détruire intentionnellement leurs œufs, habitats ou refuges ». De plus, « naturaliser, collectionner ou vendre des exemplaires trouvés blessés, malades ou morts » est interdit.

## La grenouille rieuse et l'homme

### Utilisation culinaire

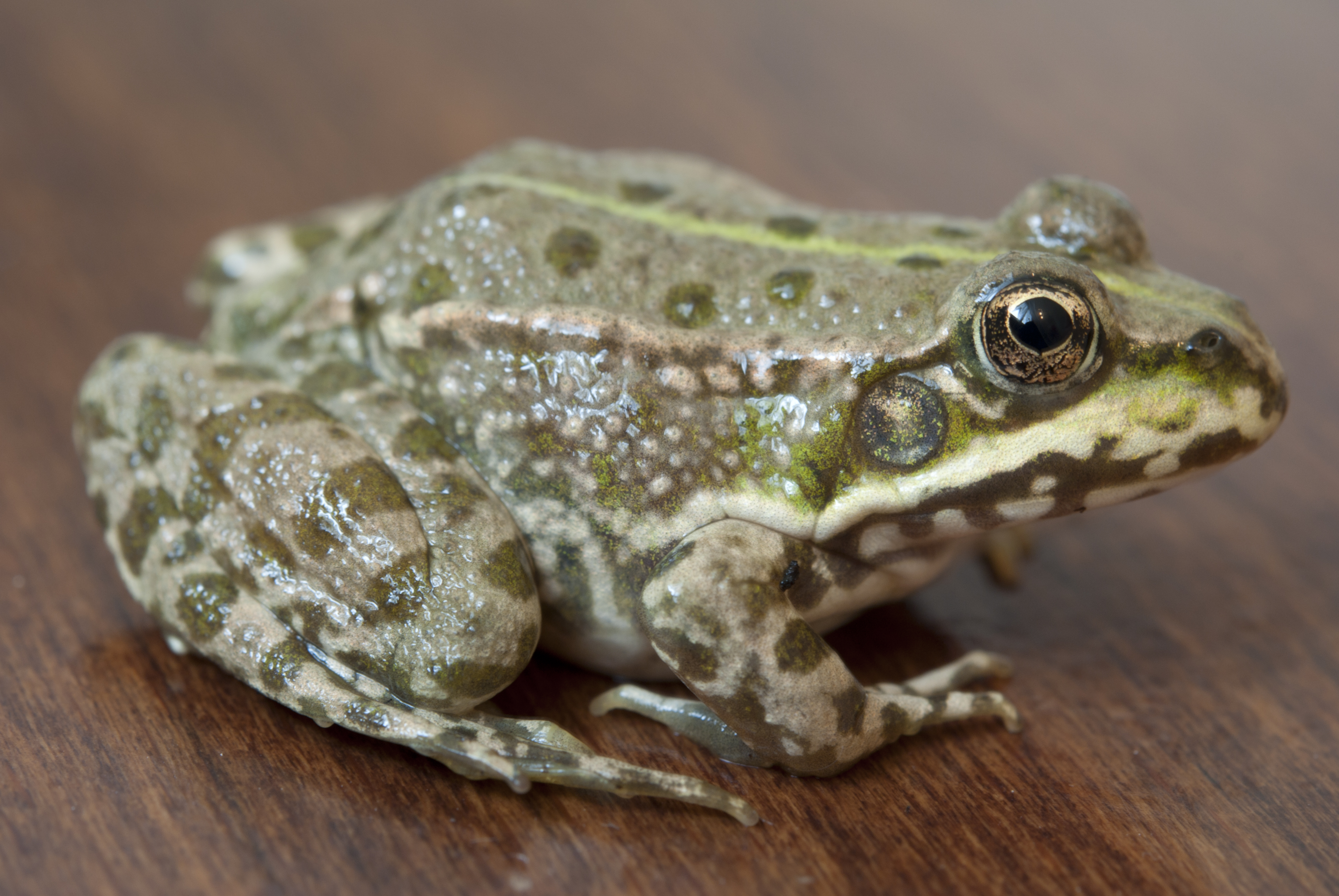
Pelophylax ridibundus.

La cuisse de grenouille est apparue dans la gastronomie européenne au cours du XVIe siècle. Il existe une consommation traditionnelle de grenouilles vertes (P. kl. esculentus) dans les zones de marais, comme en Vendée, ou dans la Dombes. Dans les zones montagneuses, comme le Jura ou les Ardennes, il y avait une tradition de consommation de Grenouilles rousses (Rana temporaria).
La France est le principal importateur avec 3 000-4 000 t/an de cuisses surgelées destinées à la grande distribution en provenance des pays d'Extrême-Orient (Indonésie, Chine…) et de 700-800 t/an de grenouilles vivantes, destinées surtout à la restauration, à partir des pays méditerranéens (Turquie, Égypte, Albanie…).
Des essais d'élevage intensif ont été mis en place dans les années 1980 dans l'ouest de la France. P. ridibundus s'est avérée la plus intéressante pour l'élevage intensif. Face à la réduction des stocks naturels, l’élevage pourrait être un recours pour protéger les populations naturelles surexploitées.

### Animal domestique

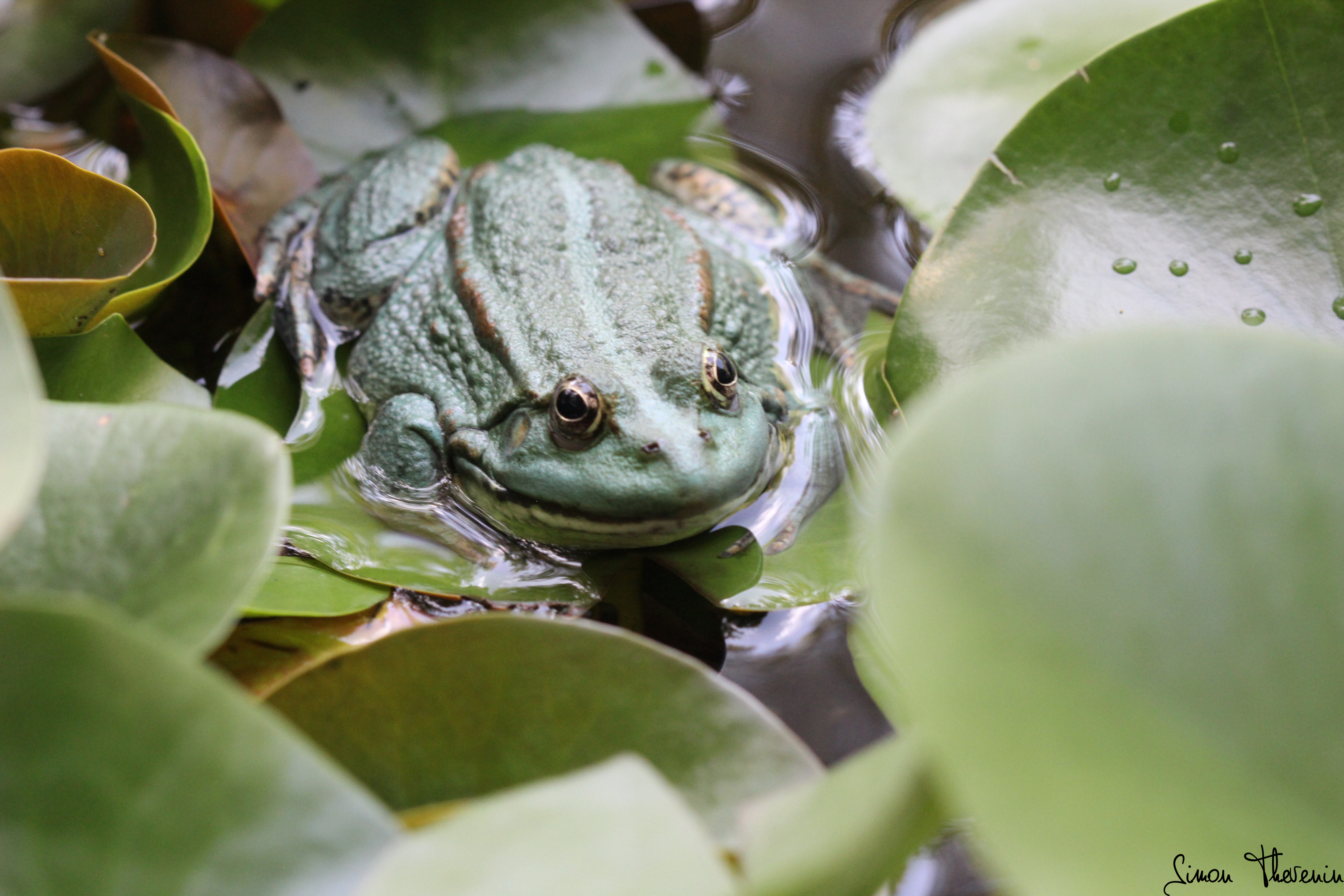
Mâle de la race Rivan 92 dans un nénuphar blanc (Nymphaea alba).

La race « Rivan 92 » de la grenouille rieuse est considérée comme domestique en France.

## Étymologie
Le nom spécifique ridibundus est un mot latin signifiant "tout riant, avec la mine riante", en référence à son chant.

### Publication originale
- Pallas, 1771 : (de) Reise durch verschiedene Provinzen des Russischen Reichs, Saint Pétersbourg : Gedruckt bey der Kayserlichen Academie der Wissenschaften, (texte intégral).